# Gul Mohammed
Gul Mohammed (Nuova Delhi, 15 febbraio 1957 – Nuova Delhi, 1º ottobre 1997), secondo il Guinness dei primati, fino al 2012 è stato l'uomo più basso del mondo.
Il 19 luglio 1990 è stato esaminato presso l'ospedale di Ram Manohar, Nuova Delhi, in India e il dottore misurò la sua altezza pari a 55,88 centimetri.

## Vita privata e morte
L'uomo che fu il più basso del mondo ha vissuto una vita da povero malgrado la sua fama. È morto nel 1997, a 40 anni, in seguito ad un attacco di cuore. In precedenza era stato ricoverato già parecchie volte.